# Pseuderimerus mayetiolae
Pseuderimerus mayetiolae är en stekelart som beskrevs av Charles Joseph Gahan 1919. Pseuderimerus mayetiolae ingår i släktet Pseuderimerus och familjen gallglanssteklar. Inga underarter finns listade i Catalogue of Life.